# Сосьва (Березовський район)
Сосьва́ (рос. Сосьва) — селище у складі Березовського району Ханти-Мансійського автономного округу Тюменської області, Росія. Входить до складу Саранпаульського сільського поселення.
Населення — 824 особи (2010, 845 у 2002).
Національний склад станом на 2002 рік: мансі — 52 %, росіяни — 26 %.